# Kanton Héricourt-Est
Der Kanton Héricourt-Est war ein von 1985 bis 2015 eingerichteter französischer Wahlkreis im Arrondissement Lure, im Département Haute-Saône und in der Region Franche-Comté. Sein Hauptort war Héricourt. Vertreter im Generalrat des Départements war zuletzt von 2007 bis 2015 Jean-Jacques Joly.

## Gemeinden
Der Kanton umfasste sieben Gemeinden:
| Gemeinde                   | Einwohner | Code postal | Code Insee |
| -------------------------- | --------- | ----------- | ---------- |
| Brevilliers                | 564       | 70400       | 70096      |
| Chagey                     | 659       | 70400       | 70116      |
| Châlonvillars              | 1147      | 70400       | 70117      |
| Échenans-sous-Mont-Vaudois | 505       | 70400       | 70206      |
| Héricourt                  | 10.133    | 70400       | 70285      |
| Luze                       | 691       | 70400       | 70312      |
| Mandrevillars              | 140       | 70400       | 70330      |

1. ↑  Teil der Gemeinde